# Ḩammām Darreh
Ḩammām Darreh (persiska: حمّام درّه, Qeshlāq-e Ḩammām Darreh) är en ort i Iran.   Den ligger i provinsen Kermanshah, i den nordvästra delen av landet, 400 km väster om huvudstaden Teheran. Ḩammām Darreh ligger 1 584 meter över havet och antalet invånare är 200.
Terrängen runt Ḩammām Darreh är kuperad.Runt Ḩammām Darreh är det ganska tätbefolkat, med 124 invånare per kvadratkilometer. Närmaste större samhälle är Kangāvar, 18,6 km öster om Ḩammām Darreh. Trakten runt Ḩammām Darreh består i huvudsak av gräsmarker.